# Международна асоциация за аналитична психология
Международната асоциация за аналитична психология (МААП) е международна асоциация на практикуващи аналитична психология - дял от психологията в традициите на Карл Густав Юнг.
Тя се базира в Цюрих, основана е през 1955 г. Има асоциации-членки в 28 страни.
Главните цели на МААП са напредването в разбирането и ползването на аналитичната психология по света и да гарантира, че най-високи професионални, научни и етични стандарти са приложени в обучението и практиката на аналитичните психолози сред групите.